# Alloperla chandleri
Alloperla chandleri is een steenvlieg uit de familie groene steenvliegen (Chloroperlidae). De wetenschappelijke naam van de soort is voor het eerst geldig gepubliceerd in 1954 door Jewett.